# Маріно Клінгер
Маріно Клінгер (ісп. Marino Klinger, 7 лютого 1936 — 19 травня 1975) — колумбійський футболіст, що грав на позиції нападника, зокрема, за «Мільйонаріос», а також національну збірну Колумбії.

## Клубна кар'єра
У дорослому футболі дебютував 1957 року виступами за команду «Мільйонаріос», в якій провів десять сезонів, взявши участь у 226 матчах чемпіонату. Більшість часу, проведеного у складі «Мільйонаріос», був основним гравцем атакувальної ланки команди. У складі «Мільйонаріос» був одним з головних бомбардирів команди, маючи середню результативність на рівні 0,4 гола за гру першості.
Завершив ігрову кар'єру у команді «Індепендьєнте Медельїн», за яку виступав протягом 1967 року.

## Виступи за збірну
У складі національної збірної Колумбії був учасником першого в її історії чемпіонату світу 1962 року в Чилі, де взяв участь в усіх трьох іграх групового етапу, який колумбійцям подолати не вдалося. Після першої години другої гри у групі проти збірної СРСР Колумбія поступалася з рахунком 1:4. Згодом голи Маркоса Коля і Антоніо Ради скоритили відставання до мінімального, а на 77-ій хвилині гри Клінгеру вдалося зрівняти рахунок і звести гру до нічиєї (4:4), принісши своїй збірній перше очко в рамках фінальних частин чемпіонатів світу.
Загинув в автомобільній аварії 19 травня 1975 року на 40-му році життя.